# マコ岩松
マコ 岩松（マコ いわまつ、英語: Mako 、本名：岩松 信（いわまつ まこと）、1933年12月10日 - 2006年7月21日）は、アメリカ合衆国の俳優。日系アメリカ人。兵庫県武庫郡御影町（現・神戸市東灘区）出身。日本とアメリカ合衆国双方の映画・テレビドラマなどで活躍し、欧米で知名度がある東洋人俳優の一人である。

## 来歴
画家でのちに絵本作家となる八島太郎（本名：岩松惇）と、妻で画家の八島光の息子として生まれる。妹に女優の八島桃(本名：岩松桃子）がいる。作家の伊佐千尋は異母兄に当たる。
太郎と光は、岩松が生まれた頃、ともにプロレタリア芸術運動に加わっていた。光は岩松の懐妊が判明してまもない1933年6月に、夫ともに大崎警察署の特別高等警察に検挙され、3か月以上の拘束の後に（警察に釈放の条件とされた）転向手記を書いて同年10月に釈放され、兵庫県御影町にある実家に戻った。岩松が生誕したのはその2か月後である。夫の太郎も1934年2月に釈放されて合流した。
両親は社会運動から離れて芸術活動を続けたが、太郎の徴兵の可能性を危惧し、光の父の勧めにより1939年に岩松を日本に残して渡米する。岩松は祖父母から両親の渡米を告げられたあと、両親に「ぼくはいかへんよ。英語がわからへんもん」と話したという。岩松は母の実家で育てられ、太平洋戦争中に太郎がアメリカで日本軍への宣伝パンフレットや自身が受けた警察の迫害を記した書籍（『新しい太陽』）を手がけた話が日本にも届いて「スパイの子」と学校ではやされた。しかし、その後はたくましくなり「ガキ大将」になったという。御影の実家には光の両親と複数の兄弟姉妹がいたが、光の父は事業を興すために中国に渡り、他の兄弟姉妹も何人かは家を出て、主に岩松の面倒を見たのは光の妹の一人だった。御影の母の実家は、1945年6月5日の神戸大空襲で焼失、家族は無事だったものの、藍那に疎開した。終戦後の1945年秋、米国戦略爆撃調査団の一員となった太郎は任務で帰国し、疎開先の岩松を訪ねて6年ぶりに再会した。太郎は九州での任務を終えると、岩松を連れて上京し知人のもとを訪ね歩いたという。太郎は1946年1月に帰米し、再び岩松は親と離れることになった。
岩松は15歳の時にニューヨークにいる両親の元に移り、母とは9年ぶりの再会となった。この前後に妹の桃が誕生している。
父である八島の夢は俳優になることだったとニューヨーク・ヤシマスタジオの芸術家たちが語っており、父の夢が岩松に強く影響した。当時、八島の主催するアートグループのヤシマスタジオを初めて訪れた時、十代の岩松を多くの芸術家たちが目にしている。その中には、ホンダ・ヒロシや山本紅浦などがいた。岩松は高校時代は野球に熱中し、クリーブランド・インディアンスのファームからスカウトも受けた（岩松が拒否）という。一方で人種差別にも苦しんだ。それでも「ジャップ」と蔑んだ相手に挑みかかり、級友の誕生日に招かれて原爆を話題にし、自動販売機からコインを盗んだりもした。奨学金を得て私立高校に転じてからは多少こうした振る舞いは改善されたという。
その後友人の誘いで劇場で仕事をしてから演劇に魅せられたが、建築家を目指してプラット・インスティテュートに進学した。しかし、学業途中の1954年春に徴兵されて、日本に勤務した。2年間の兵役を終えて除隊した後、ロサンゼルスの演劇学校「パサデナ・プレイハウス」に入学し（ただし、最初は断られ、1年間父の営む額縁工房に務めた後に入学を許された）俳優の道に進む。
1956年にアメリカの市民権を得てアメリカに帰化した。Mako の芸名で1959年にジョン・スタージェスが監督したフランク・シナトラ主演イタリア人美人女優のジーナ・ロロブリジーダがヒロインを務めた映画『戦雲』でが銀幕デビュー。映画・演劇で活動し、1966年にはロバート・ワイズが監督した映画『砲艦サンパブロ』に出演し、本作の主演のスティーブ・マックイーンとはデビュー作『戦雲』いらいの共演を果たし、本作でアカデミー助演男優賞とゴールデングローブ賞助演男優賞にノミネート。

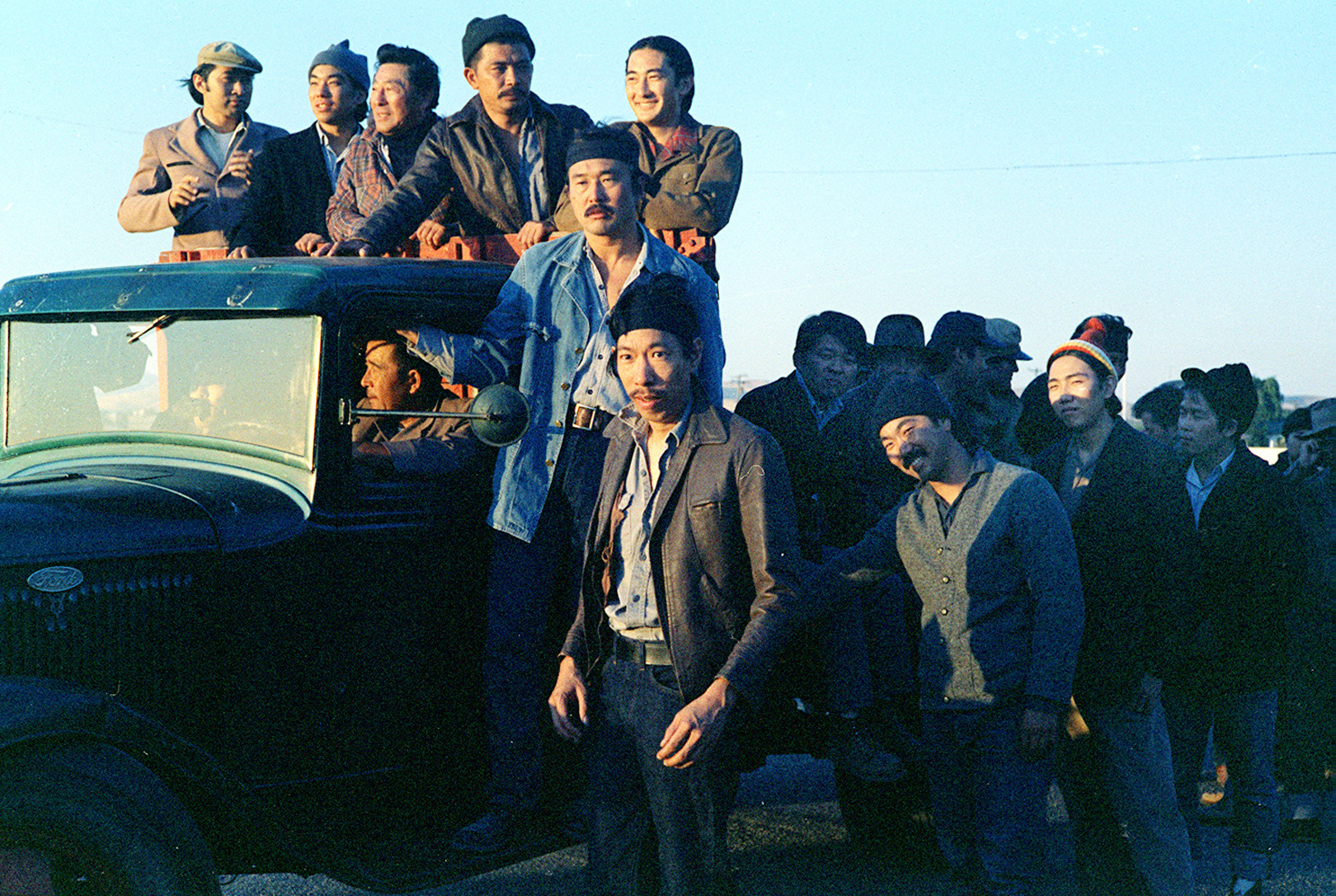
ジョン・コーティの1976年の映画「マンザナールよさらば」のロケ地にいる俳優マコ（トラックの左から4番目）

この間、1964年に在日韓国人出身の舞踏家の女性と結婚する。
1965年にはジェームズ・ホンらと共に東洋系俳優劇団「イースト・ウェスト・プレイヤーズ」を設立して主宰を務め、TVシリーズ「グリーン・ホーネット」（1966～1967年）ではブルース・リーと共演している。
1976年にはブロードウェイで主演した『太平洋序曲』でミュージカル部門のトニー賞主演男優賞候補にもなっている。同劇団からは後にノブ・マッカーシー、ジョージ・タケイ、ジョン・チョーなど、アジア系俳優として成功を収めた人物を輩出している。
1976年のマンザナー強制収容所を舞台にしたテレビドラマ「マンザナールよさらば」では
妹モモ・ヤシマや母の光と共演した。幕末を描いた1981年の米英映画『武士道ブレード』では千葉真一・丹波哲郎・三船敏郎らと共演している。
早川雪洲以来、長年にわたってハリウッドで活躍を続けて成功した日本人（日系人）俳優として知られていたが、当時のアメリカ人がイメージする中国人・日本人の役が多かった。チャック・ノリスと2回共演し、『サイドキックス』では東洋の武術の達人に扮した。アーノルド・シュワルツェネッガーと共演した『コナン・ザ・グレート』では呪術師役、『ロボコップ3』では製作当時の時勢を反映した日系企業の会長役に扮している。また、1980年に製作された米・香港合作の『バトルクリーク・ブロー』では若き日のジャッキー・チェンとも共演し、彼演じる主人公にクンフーを伝授する役柄を演じた。
日本の映画やテレビドラマにも多く出演しており、テレビドラマ『キイハンター』では千葉真一と共演し、FBIの敏腕捜査官に扮して擬斗もしている。また、『泣いてたまるか』では来日した英語教師役で出演し、主演の渥美清と共演している。篠田正浩が監督した『梟の城』の豊臣秀吉役と同監督の『沈黙』、三池崇史監督・本木雅弘主演の『中国の鳥人』、竹中直人と小泉今日子が主演のVシネマ『共犯者』、WOWOWで製作された山田洋次製作・脚本のテレビドラマ『祖国』などで、ハリウッド映画とはまた違った演技を披露している。2001年には、RKB毎日放送で制作されたテレビドラマ『オールド・ディック』において主演に三國連太郎、共演にケーシー高峰、常田富士男らベテランの俳優陣を迎え、脚本、出演、そして演出の三役をこなした。
1994年、ハリウッドの殿堂ハリウッド・ウォーク・オブ・フェームに岩松の名前が刻まれた。
同年12月24日、ハリウッド殿堂入りを記念した特集番組『ハリウッドの光の影に・日系俳優マコの50年』が日本のTBS系列で放送された。
この間、1978年6月に異母兄の伊佐千尋を沖縄県に訪ね、「おやじももう年だから会ってやってくれ」と懇願し、千尋は翌年11月にロサンゼルスで開かれた八島太郎の出版祝賀会に参加して初めて実父と対面した。このパーティで岩松は父の著書『新しき太陽』の寸劇を上演した。
1988年に母と、1994年に父と死別するが、いずれも臨終には立ち会えなかった。
1995年1月17日、所用で兵庫県西宮市の親類宅への帰省中に阪神・淡路大震災に遭う。
2001年、映画『パール・ハーバー』に山本五十六役で出演するが、その半年後に受けた朝日新聞の取材では「私はあの映画を観ていない」と述べた。
2006年7月21日、食道癌で亡くなった。72歳だった。カリフォルニア知事になっていたシュワルツェネッガーは同年7月25日に「伝説的名優の死を悼む」という声明を発表した。「多くのアジア系米国人の演劇への夢を実現させるのに貢献した」と最大級の敬意を表し、同じ移民として苦労した末に夢を掴んだ岩松の死を惜しんだ。
二人の娘ミモザ・イワマツ(Mimosa Iwamatsu)とサラ・イワマツ(Sala Iwamatsu)も女優。

## 主な出演

### 映画
- 戦雲
- 砲艦サンパブロ The Sand Pebbles （1966年）ゴールデングローブ賞助演男優賞ノミネート、アカデミー賞助演男優賞ノミネート
- トラ・トラ・トラ! （1970年） - 吉川猛夫
- 大洋のかなたに The Hawaiians (1970年)
- 愛のさざなみ Fools   (1970年)
- 沈黙 SILENCE （1971年）
- 地球の頂上の島 The Island at the Top of the World （1974年）- イヌイット
- バトルクリーク・ブロー The Big Brawl  (1980年)  - ハーバード
- 香港コネクション（英語版） An Eye for an Eye （1981年） - ジェームズ・チャン
- 武士道ブレード The Bushido Blade （1981年） - 円次郎
- コナン・ザ・グレート Conan the Barbarian  (1982年)
- キング・オブ・デストロイヤー/コナンPART2 Conan the Destroyer  (1984年)
- タッカー Tucker: The Man and His Dream （1988年）
- パシフィック・ハイツ Pacific Heights  (1990年)
- ファイロファックス/トラブル手帳で大逆転 Taking Care of Business （1990年）
- ストロベリー・ロード Strawberry Road （1991年）- フランク町田
- サイドキックス Sidekicks （1992年） - ミスター・リー マコ
- ロボコップ3 RoboCop 3 （1993年）  - カネミツ
- ライジング・サン Rising Sun （1993年） - 吉田
- ハイランダー3/超戦士大決戦 Highlander III: The Sorcerer （1994年）
- セブン・イヤーズ・イン・チベット Seven Years in Tibet （1997年） - ツァロン
- 中国の鳥人 （1998年） - 中国人通訳・沈
- 梟の城 （1999年） - 豊臣秀吉
- 共犯者 (1999年) - 刑事
- パール・ハーバー Pearl Harbor （2001年） - 山本五十六
- エンジェルゲーム（英語版） Angel Game（2001年） - ストローハット
- バレット モンク Bulletproof Monk（2003年）
- SAYURI Memoirs of a Geisha (2005年)
- ブラッド Rise：Blood Hunter（2007年）

### テレビドラマ
- グリーン・ホーネット The Green Hornet （1966 - 1967年）
- タイムトンネル THE TIME TUNNEL (1967年1月6日、ABC) Episode17 Kill Two By Two -ナカムラ中尉（日本未公開）
- 泣いてたまるか （1967年4月23日、TBS） - 第32話「先生ニッポンへかえる」
- 天皇の世紀 （1971年10月9日、ABC） - 第6話「異国」 -  中浜万次郎
- キイハンター （1971年12月11日、TBS） - 第193話「情無用、現金に手を出すな!」 - FBI捜査官・リコ
- 刑事コロンボ シーズン7「美食の報酬」Columbo “Murder Under Glass” （1978年1月30日、NBC） - 小津
- フェアリーテール・シアター / 『小夜啼鳥』 Faerie Tale Theatre (1983年5月10日)
- オールド・ディック - 出演・脚本・演出 (2001年, RKB毎日放送制作)
- ザ・ホワイトハウス シーズン6 （2005年3月2日） - ノーベル経済学賞受賞者・タカハシ博士
- 祖国 （2005年8月14日、WOWOW） - 守谷亮（レオ）役　遺作

### アニメ
テレビ
- デクスターズラボ（1998 - 2003年） - OPナレーター
- サムライジャック （2001 - 2004年） - アク
- ダック・ドジャース （2003 - 2005年） - ハッピー・キャット、アチョー
- ビリー&マンディ （2004年） - ナレーター ※29話のみ
- スーパー・ロボット・モンキー・チーム・ハイパーフォース GO! （2005年） - 師匠
- アバター 伝説の少年アン （2005年） - アイロー

映画
- ラグラッツのパリ探検隊 （2000年） - ヤマグチ
- TMNT （2007年） - スプリンター

### ゲーム
- トゥルー・クライム：STREETS OF LA （2003年） - キム・ハンユー将軍
- メダル・オブ・オナー ライジングサン　(2003年）- シマ・マサタカ中佐
- ライオンハートサーガ 〜十字軍の遺産〜（英語版） （2003年）
- Samurai Jack: Battle Through Time（2020年）- アク(ライブラリー出演)